# Nickel (service de paiement)
Pour les articles homonymes, voir Nickel (homonymie).
Nickel (anciennement Compte Nickel) est une marque commerciale développée par la société Financière de Paiements Électroniques.
Elle se présente comme un service bancaire alternatif français ouvert à toute personne physique à partir de douze ans ou plus, sans condition de revenus et sans possibilité de découvert ni de crédit. Le service est créé en 2014 par l'établissement de paiement la Financière des Paiements Électroniques, avec comme cofondateurs et développeurs l'ingénieur en électronique Ryad Boulanouar et le financier Hugues Le Bret. Ce service bancaire est un moyen alternatif du compte bancaire.
C'est le premier compte utilisant une borne d'inscription chez un buraliste qui s'enregistre avec une pièce d'identité justifiant également la nationalité du souscripteur, ainsi qu'un numéro de téléphone mobile. Ce compte est actif immédiatement et s'ouvre en 5 minutes. À l'ouverture du compte, le client obtient un RIB et une carte bancaire MasterCard avec son code, pour la somme de 25 euros (frais annuels). À cela s'ajoutent des frais pour les retraits d’espèces.
Elle a le statut d'établissement de paiement et ne peut donc pas être qualifiée de « banque » (cf. établissement de crédit) au sens légal en France et en Union européenne.
En 2017, BNP Paribas annonce qu'elle rachète 95 % des actions de la Financière des paiements électroniques, l'établissement mère de Compte-Nickel. La Confédération des buralistes reste actionnaire à hauteur de 5 %.
À la date du 1er octobre 2020, le service compte 1 762 000 clients,.[réf. nécessaire]. En janvier 2023, Nickel annonce avoir franchi la barre symbolique des 3 millions de clients en France.

## Historique

### Création
Le 11 février 2014, l'établissement de paiement la Financière des paiements électroniques (FPE, crée en septembre 2012 par Ryad Boulanouar, Hugues Le Bret, Pierre de Perthuis et Michel Calmo), associée à la Confédération des buralistes français, lance auprès du grand public le « Compte-Nickel », un compte de paiement à bas coût simplifié, disponible dans les bureaux de tabac, sans condition de dépôt ni de revenus. Ce service bancaire alternatif est lancé avec succès chez une soixantaine de buralistes après avoir été testé depuis décembre 2013 chez trois buralistes franciliens,.
L’objectif de la FPE est « d’équiper vingt nouveaux buralistes chaque semaine à partir du mois de mars [2014] ». Elle souhaite pouvoir affilier 1 000 buralistes partenaires d’ici la fin de l’année 2014 et souhaite atteindre à cette même date le seuil de rentabilité, fixé à 100 000 clients.
Pierre de Perthuis, ancien directeur marketing chez FPE, lui-même un entrepreneur en série[Interprétation personnelle ?], était convaincu de l'utilité de cette nouvelle offre dès sa première rencontre avec Ryad Boulanouar ; Hugues Le Bret persuade rapidement les buralistes de distribuer ce qui n'est pas encore le Compte-Nickel. La Confédération des buralistes voit alors dans ce nouveau service à haut potentiel de développement un moyen de se diversifier, et décide de prendre une part du capital de la FPE[réf. nécessaire].
Les 27 000 buralistes français doivent être agréés individuellement par l'Autorité de contrôle prudentiel et de résolution (ACPR). Ils ne sont pourtant pas les seuls réseaux de distribution approché par l'entreprise ; celle-ci a également démarché les associations d'aide aux personnes en difficultés ou des centres communaux d'action sociale, avec un bon accueil ; certaines villes françaises souhaitent elle aussi pouvoir vendre ce service bancaire, mais doivent être auparavant validées par l'autorité de régulation.
Cependant, l'ACPR ne donne pas son agrément aisément ; elle exige de la FPE, en plus des 3,5 millions d'euros consentis pour concrétiser l'idée de la start-up, 8 millions d'euros de fonds prudentiels supplémentaires. Pierre de Perthuis indiquait à ce sujet : « Finalement, ce sont des entrepreneurs qui nous ont soutenus, des gens propriétaires de leur entreprise, capables de décisions rapides. C'est ainsi que nous avons réuni 78 actionnaires personnes physiques qui ont de 18 à 89 ans et dont les participations s'échelonnent de 10 000 à 1,3 million d'euros. Mais le projet a failli mourir dix fois, cette entreprise est un miracle ! ». Hugues Le Bret raconte son expérience dans un livre, NoBank, aux éditions Les Arènes.
Distribué principalement à travers le réseau de buralistes en France métropolitaine et à travers des commerçants de proximité aux Antilles françaises, en mai 2016, le cap des 300 000 comptes ouverts est dépassé. En octobre 2016, le cap des 400 000 comptes ouverts est dépassé ; en mars 2017, l'entreprise revendique plus de 500 000 clients et le cap des 700 000 comptes ouverts est annoncé en septembre 2017.[réf. nécessaire]

### Rachat et changement de nom
Le 4 avril 2017, la banque française BNP Paribas annonce le rachat de 95 % des actions de la Financière des paiements électroniques, établissement de paiement qui gère Compte-Nickel. La Confédération des buralistes reste actionnaire à hauteur de 5 %. Compte-Nickel, qui revendique à cette date plus de 540 000 clients (avril 2016) avec un rythme de 26 000 comptes ouverts par mois, et qui vise les 2 millions en 2020, assure qu'il restera indépendant et autonome, son équipe dirigeante restant en place,. Selon Le Monde, la transaction est estimée à 200 millions d’euros.
En 2018, après quatre années d’existence, « Compte-Nickel » change de nom et devient « Nickel ». Le service lance une nouvelle campagne de communication en avril de la même année, pour dévoiler son nouveau nom, son nouveau logo et nouveau slogan ainsi que la refonte de son site internet. Le logo, tout comme le nom sont simplifiés, et la carotte du buraliste ajoutée son logo rappelle le partenariat de la société avec ses points de vente agréés.[réf. souhaitée]
Le 17 mai 2018, le service lance sa nouvelle offre, la carte premium « Nickel Chrome »,,.
Après une première annonce en 2018, l'entreprise communique à nouveau sur le changement de nom de son produit en 2020 : « Compte-Nickel » devient « Nickel »,. En janvier 2020, l'entreprise revendique 1,5 million de clients.
En mai 2020, la néobanque C-zam (appartenant en partie au groupe BNP Paribas) annonce fermer ses portes. Les clients sont invités à clôturer leur compte et peuvent dans le même temps ouvrir gratuitement un compte chez Nickel.
En septembre 2020, le service autorise l'ouverture d'un compte sur présentation d'un passeport issu de l'un des 190 pays acceptés.
Le 5 octobre 2020, l'entreprise rencontre des dysfonctionnements dans son système, empêchant 25 000 clients de la banque en ligne de retirer des espèces ou de régler leurs achats.
Le 28 avril 2023, FPE est condamnée par l'ACPR à un million d'euros d'amende pour infraction de l'offre Nickel à la règlementation antiblanchiment.

## Identité visuelle

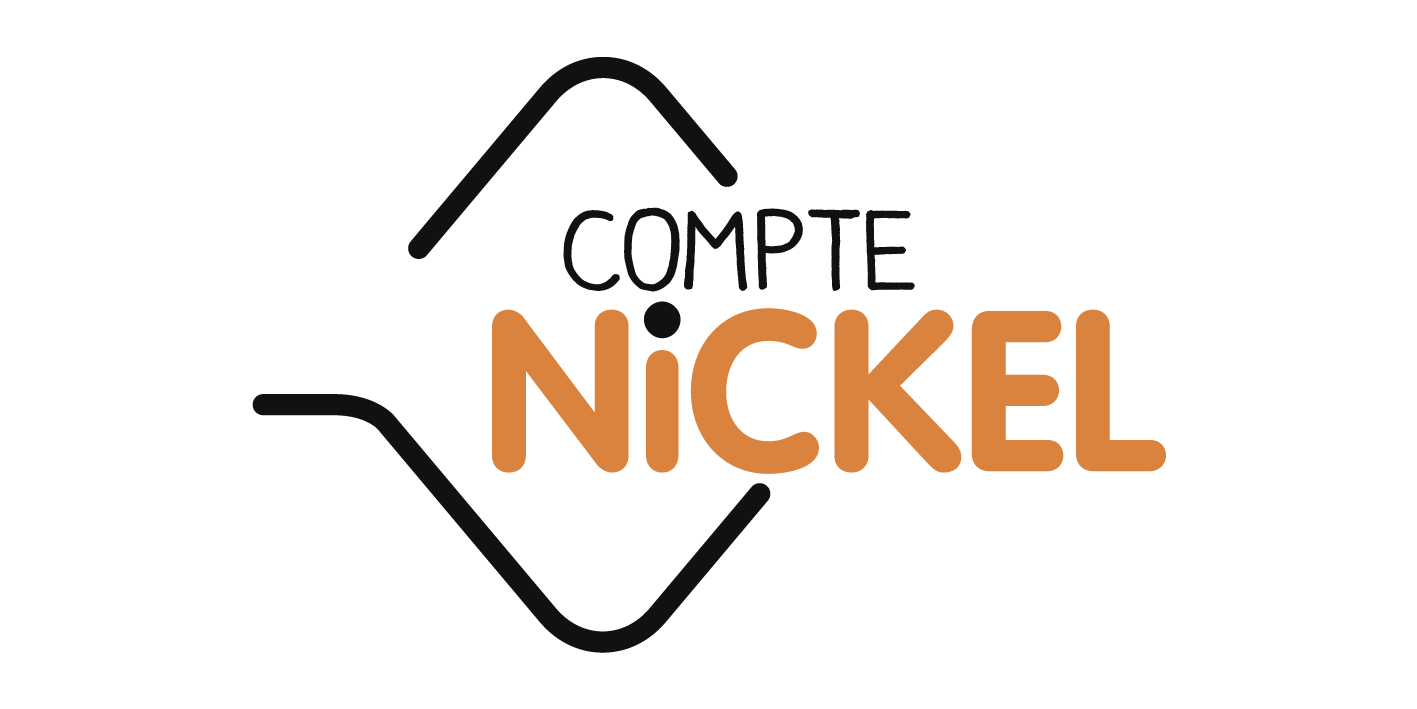
Logo de « Compte-Nickel » de 2012 à 2018.
Logo de « Nickel » depuis 2018.

## Description du service

### Création de compte
Grâce à une borne interactive ou la souscription en ligne, le client ouvre un compte Nickel en moins de cinq minutes, en scannant sa carte d’identité (carte nationale d'identité / passeport de l'Union européenne ou titre de séjour émis par une autorité française), et saisissant son adresse et son numéro de téléphone mobile, le client repart avec un coffret comprenant une carte de débit MasterCard et deux RIB. La cible de ce service financier est variée, elle peut concerner les personnes interdits bancaires (3 millions dans cette situation en France en 2015), les personnes privées de moyens de paiement qui ne paient qu'en argent liquide, celles vivant sous le seuil de pauvreté (8,4 millions de personnes en France en 2014), en instance de divorce avec un compte joint bloqué, mais aussi les saisonniers, les intérimaires, les cadres ou les étudiants.
Afin de lutter contre le blanchiment d'argent, les dépôts d’espèces sont limités à 250 euros par opération et à 950 euros par mois[réf. souhaitée]. Avec des retraits pouvant atteindre 150 euros, ce système fait courir moins de risques aux buralistes (certains étant fréquemment victimes de braquages), car, selon Pascal Montredon, le président de la Confédération des buralistes (détenant 5 % du capital de la FPE), « les clients les aideront à alléger leur caisse ».
Hugues Le Bret, le cofondateur, affirme que « le Compte-Nickel permet une maîtrise absolue du client sur l’ensemble de ses frais ». Le président de la start-up et inventeur du procédé, Ryad Boulanouar, informaticien, ajoute qu'« avec un compte sans découvert, les gens vont réapprendre comment dépenser leur argent ».

### Spécificités
Le service ne permet pas d'avoir de découvert bancaire, parce qu'il est homologué par l’Autorité de contrôle prudentiel et de résolution (ACPR) comme un « établissement de paiement » ; il n'est pas une banque, car une banque est homologuée comme « établissement de crédit ». La différence, c'est que Nickel est simplement un « comptable » des additions et des soustractions sur les comptes de ses clients ; il ne peut pas utiliser l'argent des clients pour ses opérations propres et ne peut pas non plus ajouter des nombres sur les comptes des clients.
Afin d’empêcher structurellement que ce service bancaire puisse — comme le peuvent les banques de dépôt traditionnelles — spéculer avec l'argent des clients ou créer de l'argent qui n'existait pas avant sur les comptes, Nickel doit directement transférer l'argent des clients sur un « compte séquestre », c'est-à-dire un « compte de cantonnement » auprès du Crédit mutuel Arkéa, partenaire de la société Financière des paiements électroniques.
Ce compte ne peut en aucun cas accepter de procuration, que ce soit pour l'ouverture et/ou la gestion courante, ni fonctionner en mode « compte joint ».

### Compte de domiciliation
Les clients du service bancaire peuvent gérer leur compte par internet. Le produit propose les services suivants: virements, prélèvements bancaires, dépôt et retrait d'argent chez les buralistes ou dans les distributeurs. Il coûte 25 euros par an, réglés la première année lors de l’achat du coffret chez le buraliste. Avant 2024, ce montant était de 20 euros.
À cela s'ajoutent des frais pour les retraits d’espèces chez les buralistes (3 gratuits par mois puis 0,5 euro), dans un distributeur de billets (1,50 euro) ou encore en cas de dépôt d’espèces chez le buraliste (3 % de la somme).

### Carte de paiement
Nickel est notamment utilisé comme un compte bancaire ordinaire, mais il est aussi utilisé pour les paiements sur Internet avec une carte de paiement dédiée (de type Mastercard), pour les voyages à l'étranger, pour les colocations et les dépenses communes avec un compte unique qui permet de domicilier les frais communs (loyer, énergie, réseaux, etc.) ou pour bien séparer ses dépenses professionnelles et personnelles.

## Technologie employée
L'ingénieur Ryad Boulanouar, le créateur du système utilisé par Nickel, explique que celui-ci repose sur une innovation technologique: la borne interactive Nickel. Il indique: 
« Notre offre repose sur une borne installée chez les buralistes : elle comprend une tablette sur laquelle l'acheteur tape ses données personnelles et un scanner avec lequel il numérise sa pièce d'identité et son justificatif de domicile. Les données sont rapidement contrôlées car la borne est reliée à Internet. Si tout est conforme, le buraliste vérifie l'identité de la personne qui veut ouvrir le compte et active une carte MasterCard à partir de son terminal de paiement électronique. En retour, l'appareil imprime un relevé d'identité bancaire. C'est la capacité à créer un lien entre la carte et le dossier client en temps réel qui permet au porteur d'utiliser son compte immédiatement. »
— Ryad Boulanouar.
L'infrastructure informatique est complexe, la FPE ayant opté pour le système de Card Management System (CMS) et système de gestion d'autorisation de la société Monext (filiale du Crédit mutuel Arkéa) ainsi que pour le core banking system de la société SAB-AT en mode SaaS (Software as a Service) adapté à ses besoins spécifiques, notamment le temps réel. L’argent des clients de FPE–Nickel est sécurisé dans un compte de cantonnement logé chez Arkéa, celle-ci n'étant qu'un partenaire technique de l'opération, les clients de Compte-Nickel n'auront pas de compte à leur nom chez lui, seule la FPE est cliente.
Selon Michel Calmo, directeur organisation et informatique chez Nickel, centralien et spécialiste des plates-formes de prépaiment pour les télécoms et le transfert d'argent, auparavant à la tête de la société Suncard :
« Tout est conçu pour fonctionner sans intervention humaine, en dehors de la validation du buraliste au moment de l'ouverture du compte. Nous voulons donner tous les outils au client pour qu'il puisse réaliser ses opérations de façon autonome, simplement à l'aide de son téléphone ou sur son ordinateur grâce aux SMS et aux e-mails. Mais pour cela, nous devons tout anticiper et imaginer une réponse automatique à chaque question. »
— Michel Calmo.

## Dirigeants de l'entreprise
- Thomas Courtois : président
- Marie Degrand-Guillaud directrice déléguée
- Hugues Le Bret : président du comité de surveillance
- Ryad Boulanouar : président d'honneur

## Publication
- Hugues Le Bret, NoBank, éditions Les Arènes, 220 p., 10 octobre 2013  (ISBN 9782352042808).